# Gut Cadenberge
Das Gut Cadenberge (vereinzelt auch Gut Bremer) in der niedersächsischen Samtgemeinde Land Hadeln, Gemeinde Cadenberge, Graf-Bremer-Straße und Straße Im Park, im Landkreis Cuxhaven, stammt vom Anfang des 16. Jahrhunderts und war im Besitz der Familie Bremer bis zum Aussterben der Cadenberger Linie der Familie im Jahr 1931. Aktuell (2025) werden die verschiedenen Gebäude als Hotel, Café, Veranstaltungszentrum, Laden, Internat und zum Wohnen genutzt. Das Herrenhaus wurde bis Dezember 2023 als Internat genutzt und ist augenblicklich ungenutzt.
Die Gebäude stehen unter Denkmalschutz (siehe auch Liste der Baudenkmale in Cadenberge).

## Geschichte

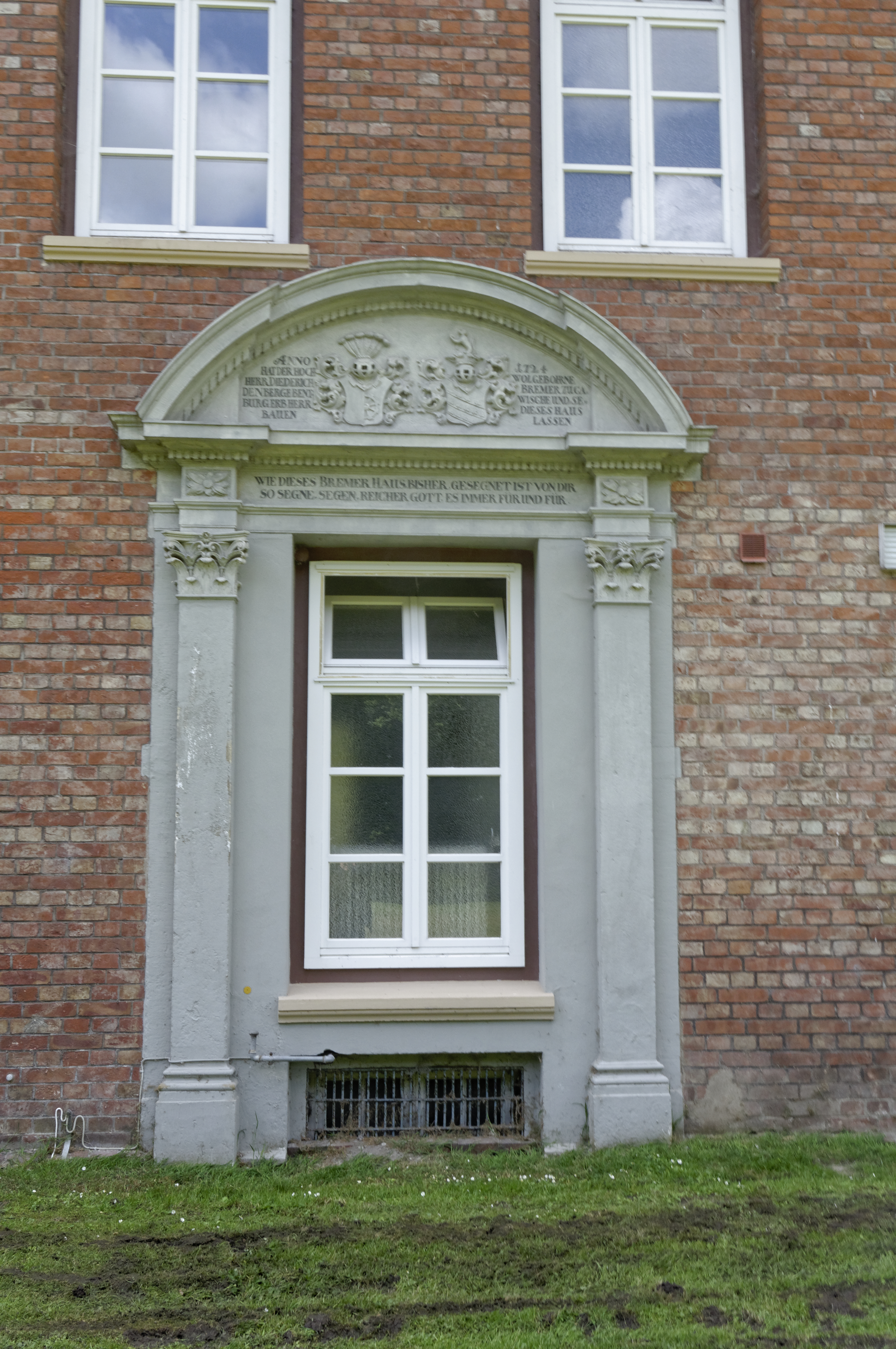
Sandsteinportal mit Inschrift des ehemaligen Haupteingangs auf der Nordseite

Die Siedlung Cadenberge am Geestrand wurde 1148 erstmals erwähnt. Das Gut Cadenberge liegt bis heute am Nordostrand des Ortes am Übergang zur Marsch. Ein früheres Herrenhaus wurde 1520 gebaut, das später verfiel. Von den umfangreichen Besitzungen der Familie Bremer vor allem im Amt Neuhaus wie Dobrock, Mannhausen, Bentwisch, Cadewisch und Seeburg war das Gut Cadenberge der Hauptsitz der Familie. Das Gut trug zeitweise auch den Namen Eichhof, wie aus einem Blatt der Kurhannoversche Landesaufnahme von 1767 hervor geht. Gutsherr Diederich Bremer baute 1724 das erhaltene Herrenhaus, das auch Schloss genannt wird. Nach dem Tod des letzten Mitglieds der Cadenberger Linie der Familie Bremer Charlotte von Bremer wurde das Gut von den Erben an die Hannoversche Siedlungsgesellschaft verkauft. Das Gut wurde dann 1935 aufgeteilt in eine Parzelle mit den Gebäuden 5, 6, 7, 8 und 10 (siehe Lageplan), dem späteren Taubenhof, und einer Parzelle mit den Gebäuden 4 und 11, die an private Eigentümer verkauft wurden. Der verbleibende Teil mit dem Herrenhaus, dem Gutspark und weiteren Gebäuden ging an die öffentliche Hand zunächst an den Berufschulzweckverband Land Hadeln, der 1938 dort eine Kreisberufsschule einrichtete, und gehört jetzt dem Landkreis. Er beherbergt auch heute noch im Wesentlichen Einrichtungen der Berufsschule Cadenberge.

## Beschreibung der Gutsanlage
Der Gutshof des 18. und 19. Jahrhunderts auf etwa 6000 m² Fläche besteht aus einem Herrenhaus und Nebengebäuden angeordnet um einen zentralen Hof sowie einem barocken Gutspark mit einem teilweise noch erhaltenem Wassergraben. Das Landesdenkmalamt befand u. a.: „… An der Erhaltung der historisch gewachsenen Gesamtanlage besteht aus geschichtlichen und städtebaulichen Gründen wegen des orts-, bau- und kunstgeschichtlichen, gebäudetypischen, orts- und landschaftsbildprägenden Zeugniswerts ein öffentliches Interesse.“

### Herrenhaus (1)
Das Herrenhaus ist ein zweigeschossiges traufständiges Gebäude von 1724 (Inschrift) im Stil der Weserrenaissance in Backstein mit ziegelgedecktem Krüppelwalmdach, mit symmetrischer Fassadengliederung, Mittelachse betont durch die Eingänge, darüber liegend in der Südfassade ein Zwerchhaus und auf dem First eine oktogonales Belvedere (auch als Laterne mit Dachplattform bezeichnet).
Im Zeitraum 1840–1852 wurden durch Graf Carl Bremer umfangreiche Umbauarbeiten durchgeführt. Der noch auf der Nordseite gelegene Haupteingang erhielt 1841 ein mit Wappen verziertes Sandsteinportal versehen mit einer Gedenkinschrift zum Bau des Gebäudes durch Diederich Bremer 1724. Das Zwerchhaus auf der Nordseite wurde 1842 zurückgebaut und das Belvedere auf das Haus gesetzt. Im letzten Jahr dieser Bauphase wurde der Haupteingang von der Nordseite des Gebäudes auf die Südseite verlegt und in ein Zwerchhaus eingebettet. Dem vorangegangen war der Abriss eines Anbaus 1851 (21) auf der Südseite sowie eines vorgelagerten Vorwerks 1847 (22). Der Giebel des Zwerchhauses über dem neuen Südeingang erhielt 1866 die heute noch existierende Hofuhr der Firma J. F. Weule. Das Sandsteinportal des ehemaligen Nordeingangs ist heute noch als Fenster erhalten.

### Große Scheune (10)

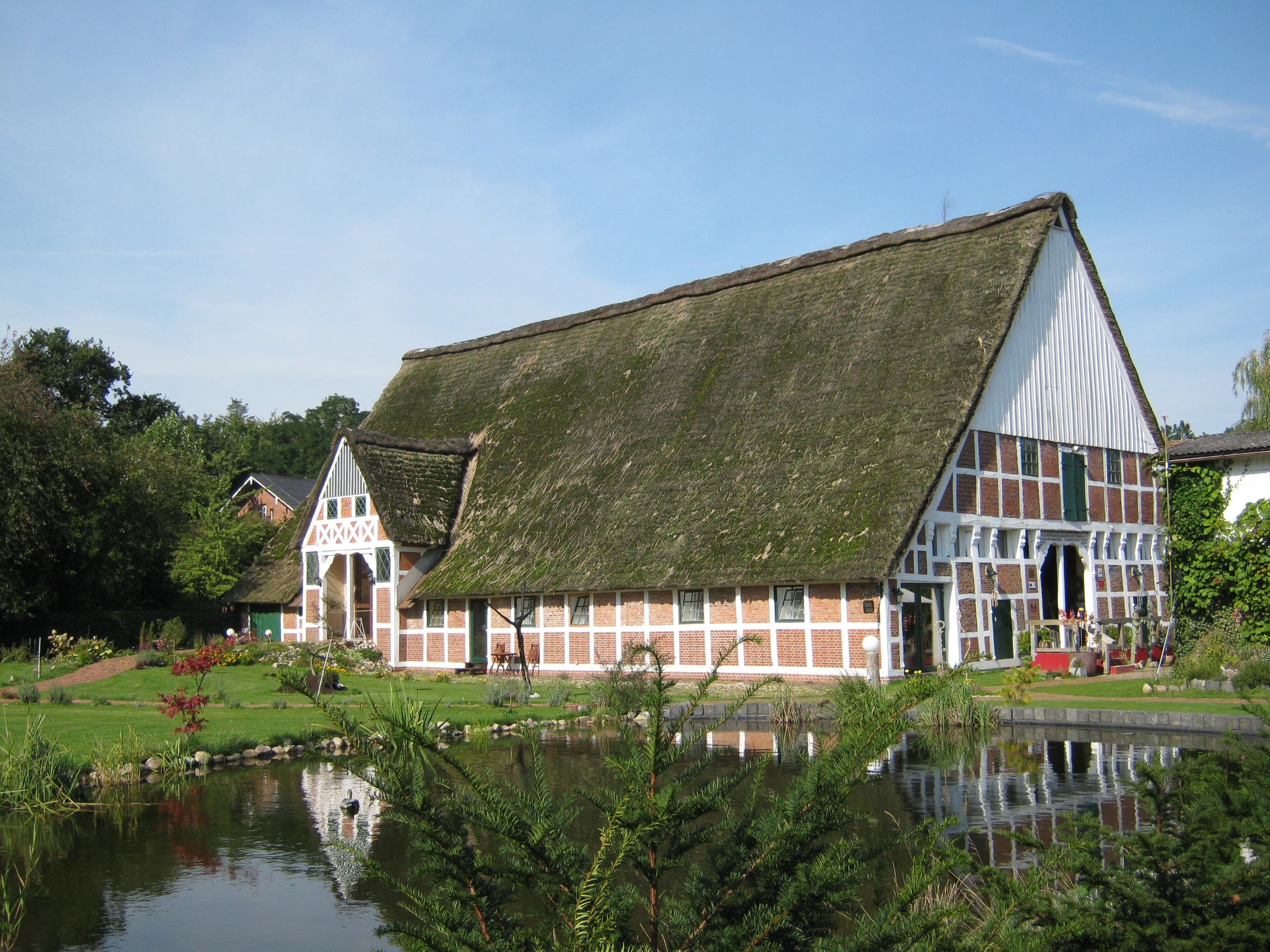
Große Scheune (10), heute Taubenhof Cafe

1747 wurde zunächst direkt südlich des Herrenhauses das alte Vorwerk (22) durch Gutsbesitzer Benedikt Bremer errichtet. Dieses wurde 1847 an seinen heutigen Standort (10) versetzt und vergrößert als giebelständige große (Vieh-)Scheune und als Zweiständer-Hallenhaus in Fachwerk mit Steinausfachungen, mit reetgedecktem Satteldach, mit zwölf Fach Länge, Giebel auskragend über reich profilierte Knaggen und wurde 1925 im Norden und Süden durch je ein Zwerchhaus als Querdurchfahrt ergänzt sowie mit großen Toren (Grooter Door). Es erhielt beim Neubau 1847 eine Gedenkschrift mit Hinweis auf das ursprüngliche Gebäude von 1747. Heute dient das Gebäude unter dem Namen Taubenhof als Cafe.

### Taubenhaus (8)

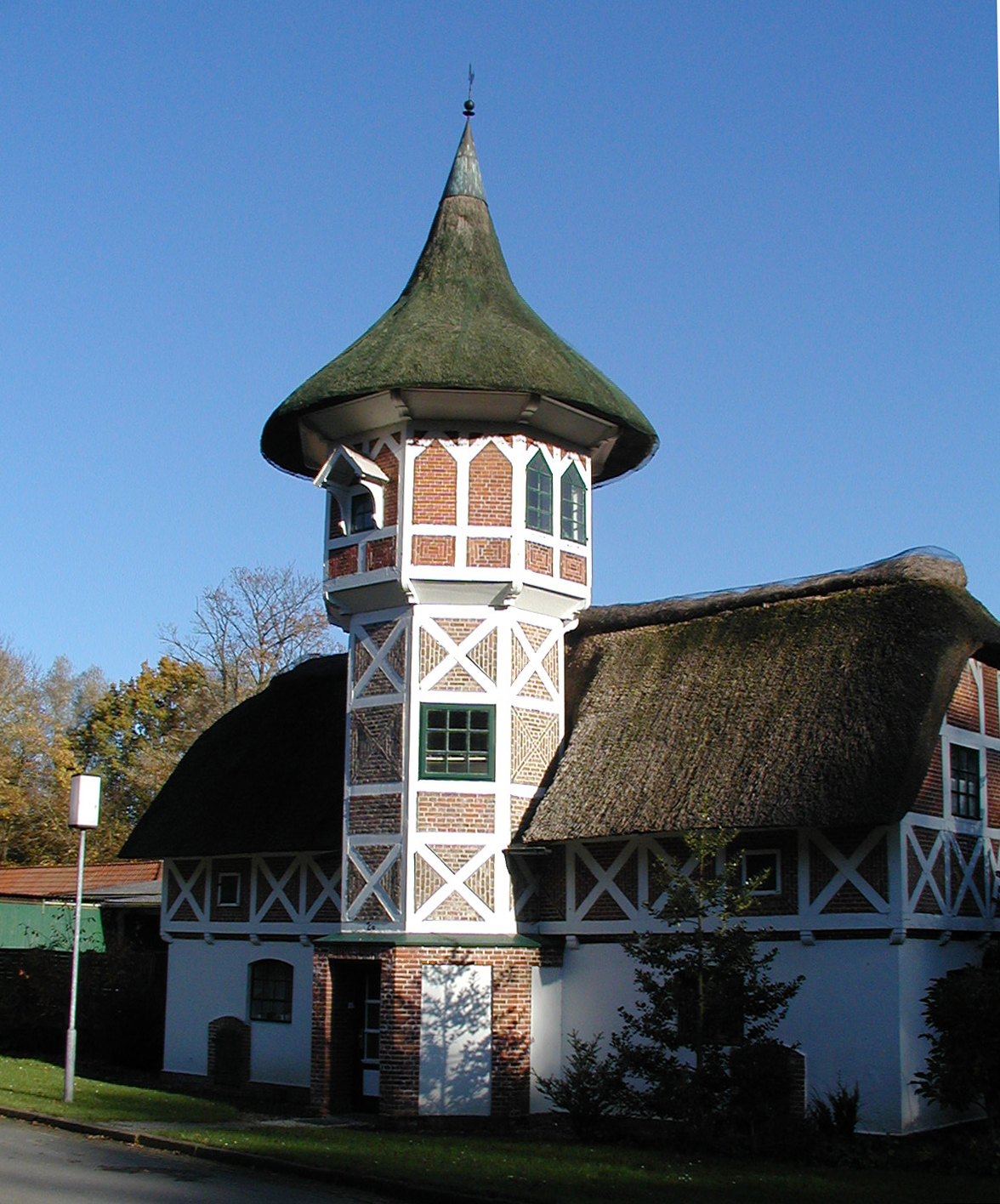
Taubenhaus (8)

Das traufständige historisierende Taubenhaus wurde 1868 errichtet mit reetgedecktem Krüppelwalmdach; im EG aus Backstein, im über Knaggen auskragenden OG in Fachwerk mit Steinausfachung mit auffälliger Konstruktion als Andreaskreuze, hofseitig angesetzt achtseitiger Fachwerkturm mit Steinausfachung, mit reetgedecktem Kegeldach, OG auskragend; im unteren Bereich eingebunden, oben freistehend; Fachwerk mit Andreaskreuzen; auf hofabgewandter Ostseite mittiges Zwerchhaus in Fachwerk,

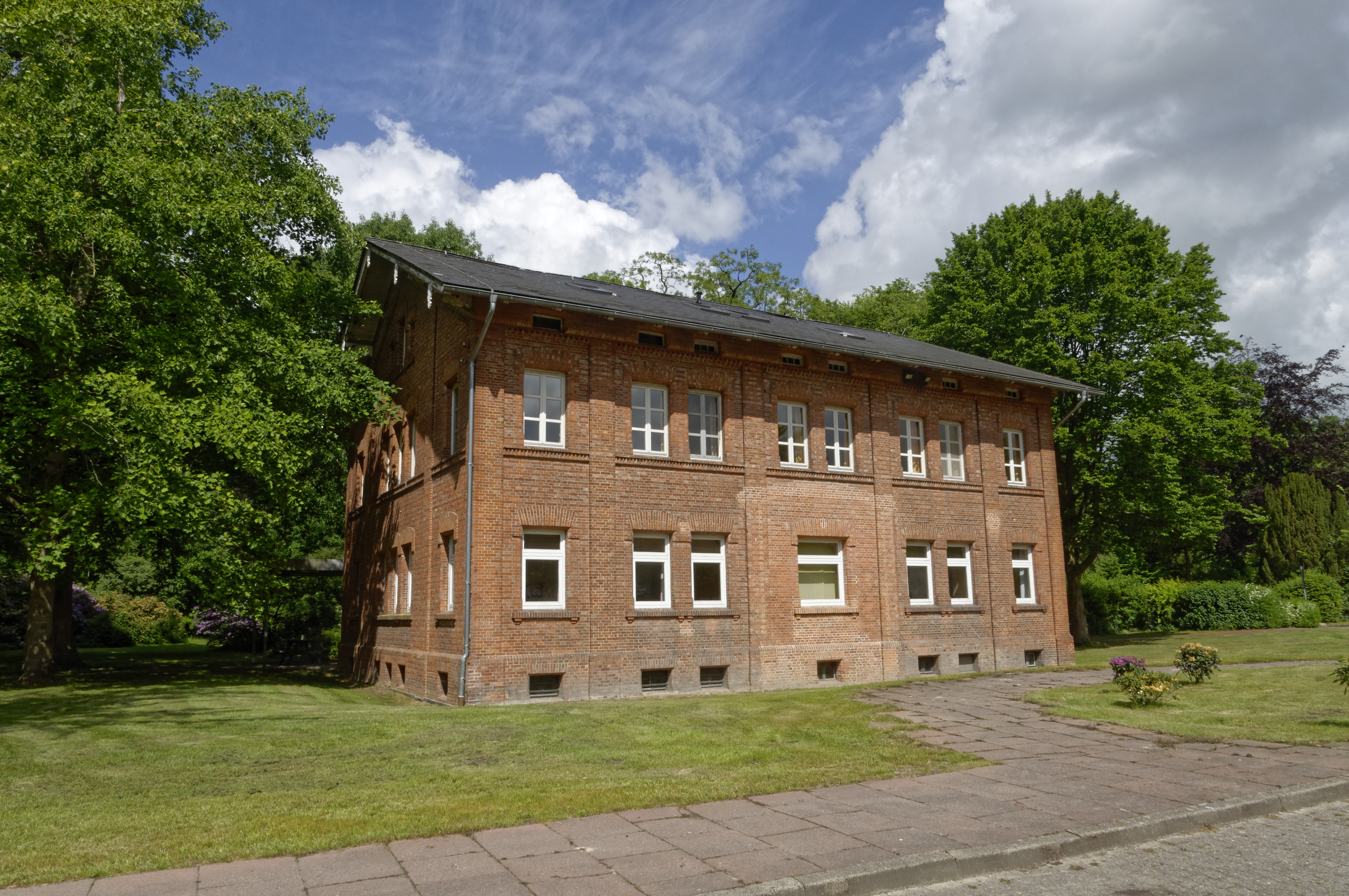
Rentei (9)

### Rentei (9)
Der zweigeschossige traufständige Verwaltungsbau bzw. Rentei (9) wurde 1849–1851 mit flachgeneigtem Satteldach, Fassadengliederung mit Lisenen und deutschem Band in Backstein errichtet. Er diente als Ersatz für den 1851 abgerissenen Herrenhausanbau (21).

### Gutspark

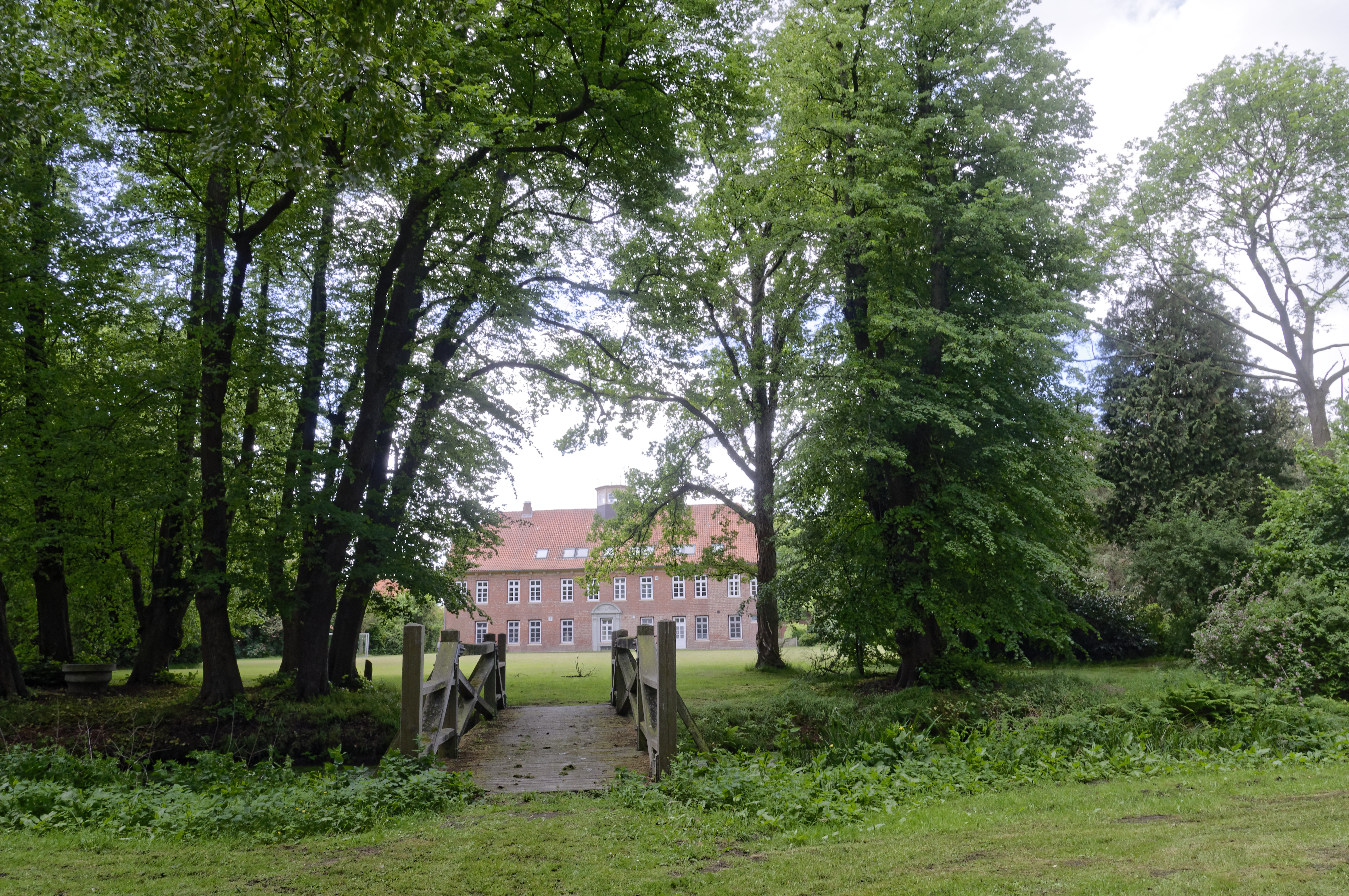
Gutspark und Graben mit Blick auf Herrenhaus (1) Nordseite, Ansicht von 2020, Holzbrücke inzwischen verfallen

Der Gutspark nördlich und westlich von Gutshof und Herrenhaus wurde seit Mitte des 19. Jh. unter Graf Georg Bremer als weitläufiger Englischer Landschaftsgarten vom Hannoverschen Gartenarchitekten Christian Schaumburg gestaltet mit seltenen Bäumen, Lindenrondell und barocken Elementen.

### Gewölbebrücke (3)
Die einbogige Gewölbebrücke aus Backstein, mit Feldsteinen ergänzt, überspannt den östlichen Wassergraben.

### Wassergraben (14)
Der künstlichen Wassergraben umschloss zunächst das Gut vollständig (23). Zur Schaffung von Raum für weitere Nebengebäude im Zuge der Neuausrichtung des Herrenhauses nach Süden wurde er 1842–1843 im südlichen Bereich durch Aufsödung (mit Soden das heißt Gras- bzw. Torfstücken füllen) aufgefüllt und umschließt jetzt nur noch den nördlichen Bereich des Gutes an drei Seiten.

### Weitere Anlagen

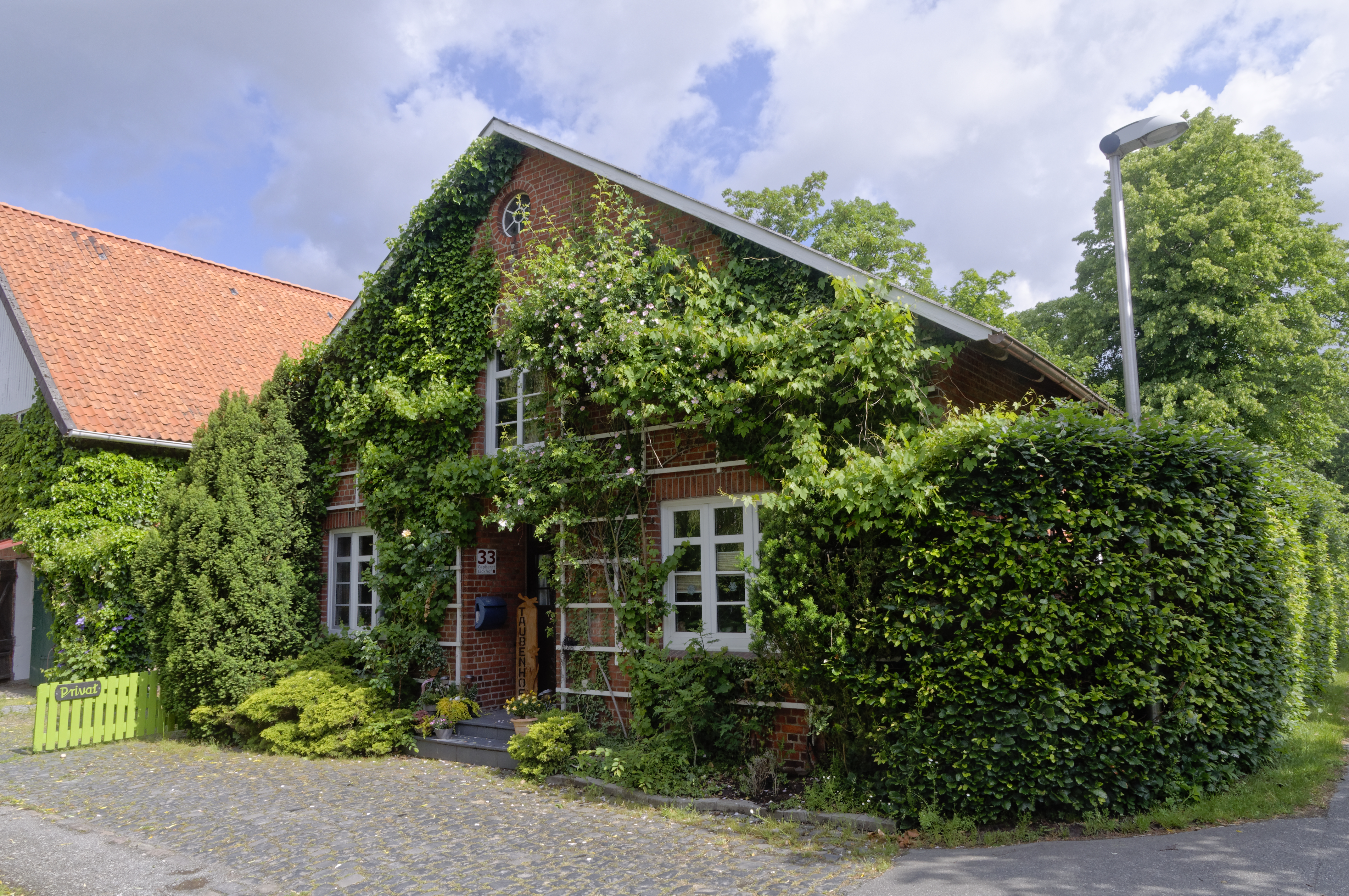
Früher Ställe, jetzt Wohnungen (5,7)

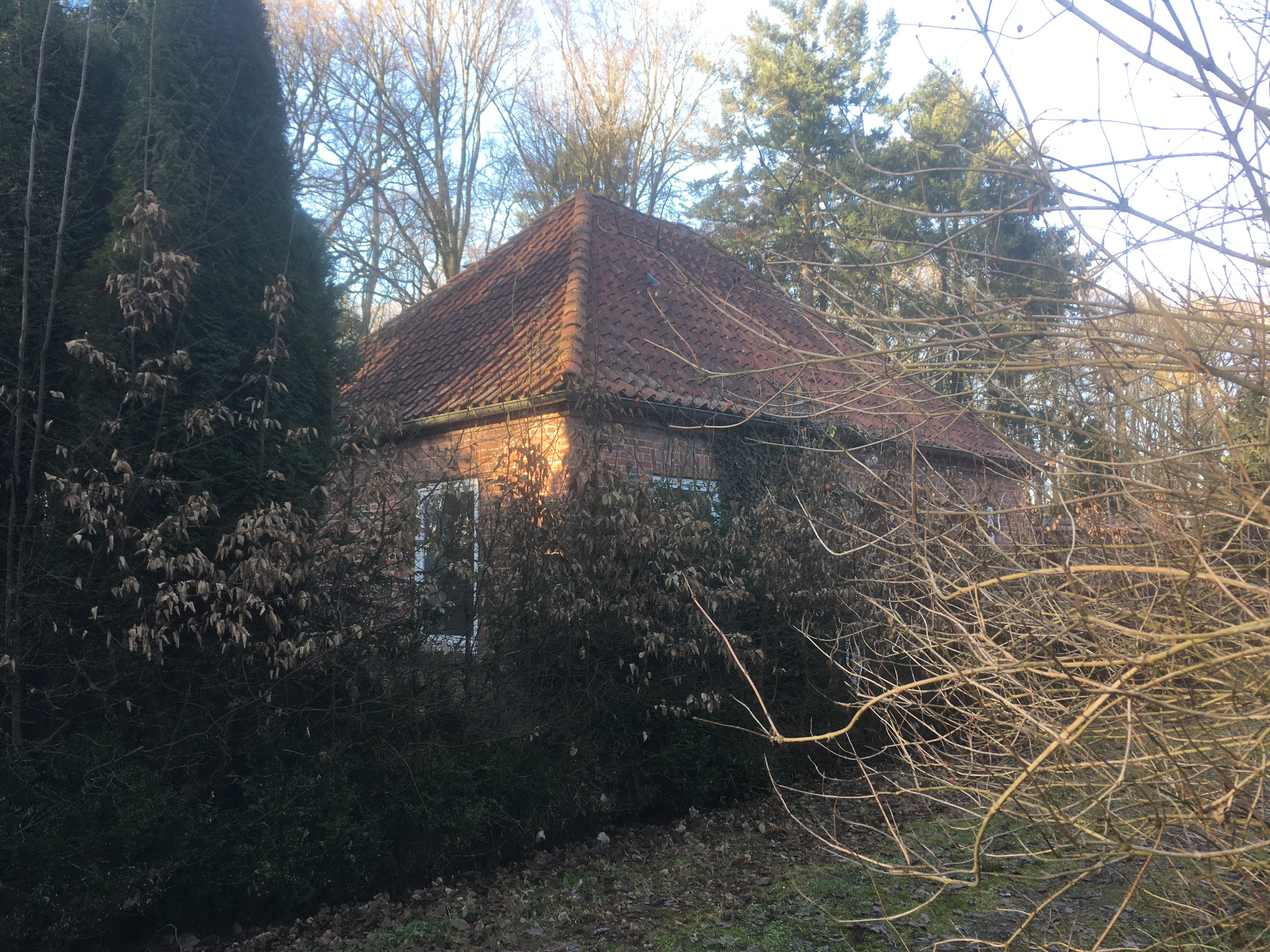
Ehemaliges Back- und Waschhaus des Gutes Cadenberge, heute Wohnhaus (12)

Zum Gut gehören weitere nicht denkmalgeschützte Anlagen wie Back-/Waschhaus (12), Pferde-/Kälberstall (5) und Schweinestall (7).

### Neues Schulgebäude (13)
1968 wurde im Süden des Gutsparks ein Schulgebäude errichtet. Es beherbergt als Hauptgebäude Klassen- und Fachräume, modernste Großküchen, Metall- und Kraftfahrzeugwerkstätten und die Aula der 1925 zunächst im Herrenhaus gegründeten  Berufsbildenden Schulen Cadenberge (BBS) für die Bereiche Agrarwirtschaft, Bautechnik, Holztechnik, Hauswirtschaft/Ernährung, Metall- und Fahrzeugtechnik sowie Wirtschaft und Verwaltung.

## Gut Bremer heute
Das Herrenhaus (1) und Verwalterhaus (9) wurde 1968 zu einem Internat für Schüler der Kreisberufsschule umgebaut. Das Herrenhaus wurde Ende 2023 als Internat geschlossen. Das Verwalterhaus dient noch weiterhin zur Unterbringung von Schülern.
Die Taubenhof Parzelle wurde im Mai 2021 an den heutigen Besitzer verkauft und dient heute (seit 2022) als Gutscafé mit Landboutique und Kino (Große Scheune und Terrasse), Boutique-Hotel (Große Scheune, Gästehaus) und Wohngemeinschaft  (gefördert durch Niedersachsen).
Die ehemaligen Stallgebäude (5 und 7) sowie das Back-/Waschhaus (12) wurden in Wohngebäude umgewandelt.